# Посёлок санатория имени Калинина
Посёлок санатория имени Калинина — упразднённый посёлок в Пушкинском районе Московской области России. 

## Название
В обиходе посёлок называется «генеральские дачи». 

## География
С запада граничил с территорией коттеджного посёлка «Зелёный бор», с юга и востока — с СНТ «Здоровье». 

## История
Образован в 1950 году. Земельные участки в посёлке выделялись видным советским военачальникам. Решением Малого Совета Московского областного Совета народных депутатов № 10/48 от 2 июня 1993 года посёлок санатория им. Калинина Тарасовского сельсовета был включен в черту села Тарасовка. С этого периода дома в посёлке имеют адрес улица Санаторий Калинина.